# Chira lanei
Chira lanei är en spindelart som beskrevs av Soares, Camargo 1948. Chira lanei ingår i släktet Chira och familjen hoppspindlar. Inga underarter finns listade i Catalogue of Life.